# Frank Lean
Pour les articles homonymes, voir Lean.
Frank Lean, nom de plume de Frank Leneghan, né en 1942, est un écrivain britannique, auteur de roman policier.

## Biographie
Il fait des études en histoire et en sciences politiques au Thornleigh Salesian College (en), à l'université de Bolton et à l'université de Keele. Il est enseignant à Manchester pendant plusieurs années avant de démissionner pour se consacrer entièrement à l'écriture.
En 1994, il publie son premier roman, Red for Rache. C'est le premier volume d'une série consacrée à David Cunane, le fils d'un policier devenu un détective privé qui mène ses enquêtes à Manchester.  Avec le troisième roman de cette série, The Reluctant Investigator, paru en 1997, il est finaliste du Gold Dagger Award 1997.

## Œuvre

### Romans

#### SérieDavid Cunane
- Red for Rache (1994)
- Nine Lives (1995)
- The Reluctant Investigator (1997)
- Kingdom Gone (1999)
- Boiling Point (2000)
- Above Suspicion (2001)
- Raised in Silence (2002)
- Kill Me If You Can (2013)

#### SérieJack Preston
- Asking for It (2012)

#### SérieHaunted High School
- Peter Scattergood and the Panic Horn (2013)
- Peter Scattergood and the Owl King (2013)
- Peter Scattergood and the Dark Force (2013)

#### SérieMurder Mystery Plays
- Murder in the Roaring Twenties (2013)
- Murder in a Hollywood Star's Motorhome (2014)

#### Autres romans
- Irish Jack's Women (2011)
- Ticket to Antarctica (2015)

### Pièce de théâtre
- Murder in the Middle Ages (2013)

## Prix et distinctions

### Nomination
- Gold Dagger Award 1997 pour The Reluctant Investigator[1]